# Alex Hassell
Alexander Stephen Hassell (Southend-on-Sea, 7 settembre 1980) è un attore britannico.

## Biografia
Hassell è nato a Southend-on-Sea, in Inghilterra, ed è il più giovane di quattro figli di un vicario e una casalinga. Si è formato alla Royal Central School of Speech and Drama dopo aver completato i corsi GCSE e A-Level alla Moulsham High School di Chelmsford, nell'Essex.
Fondatore della compagnia teatrale "The Factory Theatre Company", dal 2011 Hassell è sposato con l'attrice Emma King.

## Filmografia

### Cinema
- Ritorno a Cold Mountain (Cold Mountain), regia di Anthony Minghella (2003)
- La casa della peste (The Sickhouse), regia di Curtis Radclyffe (2008)
- Anonymous, regia di Roland Emmerich (2011)
- The Grind, regia di Rishi Opel (2012)
- Miss in Her Teens, regia di Matthew Butler-Hart (2014)
- Two Down, regia di Matthew Butler-Hart (2015)
- Suburbicon, regia di George Clooney (2017)
- The Isle, regia di Matthew Butler-Hart (2018)
- Red Sea Diving (The Red Sea Diving Resort), regia di Gideon Raff (2019)
- Macbeth (The Tragedy of Macbeth), regia di Joel Coen (2021)
- Una notte violenta e silenziosa (Violent Night), regia di Tommy Wirkola (2022)
- Locked In, regia di Nour Wazzi (2023)
- La ragazza del mare (Young Woman and the Sea), regia di Joachim Rønning (2024)

### Televisione
- La regina di spade (Queen of Swords) – serie TV, episodio 18 (2001)
- Murder in the Minds – serie TV, episodio 3x05 (2003)
- Danielle Cable: Eyewitness, regia di Adrian Shergold – film TV (2003)
- Death in Holy Orders – miniserie TV (2003)
- Warrior Queen – miniserie TV (2003)
- The Private Life of Samuel Pepys, regia di Oliver Parker – film TV (2003)
- Kenneth Tynan: In Praise of Hardcore, regia di Chris Durlacher – film TV (2005)
- Murphy's Law – serie TV, episodio 3x04 (2005)
- Robin Hood – serie TV, episodi 1x01-1x02 (2006)
- Torchwood – serie TV, episodio 1x11 (2006)
- Bonkers – miniserie TV (2007)
- Love Soup – serie TV, episodio 2x07 (2008)
- Metropolitan Police (The Bill) – serie TV, episodio 24x61 (2008)
- A Midsummer Night's Dream, regia di Tim Carroll – film TV (2009)
- La spada della verità (Legend of the Seeker) – serie TV, episodio 1x21 (2009)
- Miranda – serie TV, episodio 1x05 (2009)
- Hustle - I signori della truffa (Hustle) – serie TV, episodio 7x01 (2011)
- Jo – serie TV, episodio 8 (2013)
- Way to Go – miniserie TV, puntata 5 (2013)
- Life of Crimes – miniserie TV (2013)
- Big Thunder, regia di Rob S. Bowman – film TV (2013)
- Testimoni silenziosi (Silent Witness) – serie TV, episodi 17x07-17x08 (2014)
- Il miniaturista (The Miniaturist) – miniserie TV, 2 puntate (2017)
- Genius – serie TV, episodi 2x02-2x03 (2018)
- The Bisexual – miniserie TV, puntata 5 (2018)
- Grantchester – serie TV, episodio 4x04 (2019)
- The Boys – serie TV, episodi 1x01-1x02-1x07 (2019)
- Cowboy Bebop – serie TV, 10 episodi (2021)
- His Dark Materials - Queste oscure materie (His Dark Materials) – serie TV, 3 episodi (2022)
- Everything Now – serie TV, 7 episodi (2023)
- Rivals – serie TV, 8 episodi (2024)

## Doppiatori italiani
Nelle versioni in italiano delle opere in cui ha recitato, Alex Hassell è stato doppiato da:
- Gianfranco Miranda ne Il miniaturista, Everything Now
- Gabriele Sabatini in Locked In, Rivals
- Alberto Ricci in La casa della peste
- Alessandro Averone in Anonymous
- Marco Vivio in Suburbicon
- Alessandro Tiberi in The Boys
- Davide Perino in Macbeth
- Maurizio Merluzzo in Cowboy Bebop
- Nanni Baldini in Una notte violenta e silenziosa
- Simone D'Andrea in His Dark Materials - Queste oscure materie